# Endiandra rubescens
Endiandra rubescens är en lagerväxtart som beskrevs av Carl Ludwig von Blume och Friedrich Anton Wilhelm Miquel. Endiandra rubescens ingår i släktet Endiandra och familjen lagerväxter. Inga underarter finns listade i Catalogue of Life.